# Peter Wuyts
Peter Wuyts (Turnhout, 24 februari 1973) is een Belgisch voormalig professioneel wielrenner. Hij reed voor onder meer Vlaanderen 2002, Lotto, Palmans en MrBookmaker.com.

## Belangrijkste overwinningen
1995
- Eindklassement Ronde van Antwerpen

1997
- 2e etappe Ronde van Namen
- Eindklassement Ronde van Namen

1998
- 4e etappe Ronde van Nederland
- 2e etappe Ronde van de Toekomst

2004
- Omloop van het Meetjesland

2005
- Drie Zustersteden

## Resultaten in voornaamste wedstrijden
| Jaar | Ronde van Italië | Ronde van Frankrijk | Ronde van Spanje |
| ---- | ---------------- | ------------------- | ---------------- |
| 1999 |                  | 112e                |                  |
| 2000 |                  |                     |                  |
| 2002 |                  |                     |                  |
| 2004 |                  |                     |                  |

| Jaar | Ronde van Vlaanderen | Luik-Bast.‑Luik |
| ---- | -------------------- | --------------- |
| 1999 |                      | 67e             |
| 2000 | 70e                  |                 |
| 2002 |                      | 110e            |
| 2004 | 80e                  |                 |